# Diplomitrion hybernicum
Diplomitrion hybernicum là một loài rêu trong họ Pallaviciniaceae. Loài này được (Hook.) Corda mô tả khoa học đầu tiên năm 1832.